# JIMS – summer academy for Jazz and Improvised Music Salzburg
Die JIMS – summer academy for Jazz and Improvised Music Salzburg war bis 2008 eine sechstägige internationale Sommerakademie für Jazz und improvisierte Musik in Salzburg. Sie war eine Koproduktion der Salzburger Kulturorganisationen Jazzbase, Jazzit:Musik:Club und ARGEkultur. Parallel zur Weiterbildung für Musiker wurde eine Serie hochkarätig besetzter Jazzkonzerte in der ARGE in Nonntal und dem Jazzclub Jazzit geboten (JIMS-Festivals, Stadtpfeiffer):
Eine Besonderheit des JIMS-Festivals waren die öffentlichen Jamsessions, die allabendlich nach den Konzerten stattfanden. Die Veranstaltung wurde vom französischen Musiker Nguyên Lê als „Europas progessivste Sommerakademie für die Kunst der Improvisation“ bezeichnet. Es war jahrelang neben dem Jazzfestival Saalfelden das Aushängeschild moderner Musik in Salzburg.

## Geschichte
Das JIMS wurde 1997 von den Musikern Robert Kainar und Gottfried Stöger gegründet, um das Fehlen einer professionellen Ausbildungsstätte für Jazz in Salzburg – das Mozarteum bietet nur Neue Musik an – zu kompensieren. Das JIMS, das die ersten sieben Jahre „Internationales Jazzseminar“ hieß, dauerte drei Tage und war eine Veranstaltung der Arge Nonntal. Schon von Beginn an wurden international bekannte Jazzmusiker eingeladen, ihr Wissen weiterzugeben.
Über die Jahre entwickelte sich das Internationale Jazzseminar von einer dreitägigen Veranstaltung zu einem wichtigen Anziehungspunkt von Jazzmusikern aus aller Welt. Mit der Namensänderung auf JIMS vollzog sich auch ein Paradigmenwechsel. Das JIMS sollte nicht mehr alle Stilrichtungen des Jazz wie Swing, Bebop oder Latin vermitteln, sondern sich ausschließlich neuesten Strömungen wie der Jazz-Avantgarde oder Improvisierter Kammermusik widmen und sich somit an fortgeschrittene Jazzmusiker richten.
Neben der Sommerakademie findet seit 2006 auch das JIMS-Festival statt, das sich ebenfalls neuster Strömungen des Jazz widmet.
Das JIMS ist heute ein Projekt eines Salzburger Vereins zur Förderung von Jazz, der Jazzbase. 1997 wie heute besteht der Unterricht aus Instrumentalunterricht (einzeln und in Gruppen), Ensembleunterricht und Vorträgen. Allerdings kommen nicht nur „klassische“ Instrumente des Jazz zum Zuge, sondern auch Streichinstrumente wie Geige, Bratsche und Cello.
Der Unterricht findet nach wie vor in der ArgeKultur statt, ebenso einige der Konzerte.
Eine Neuerung war 2007 der Internationale Kompositionswettbewerb für Improvisierte Kammermusik mit dem Namen Stadtpfeifer.
Seit der letzten Veranstaltung 2008 wird das Seminar nicht mehr veranstaltet, es wurde wegen finanzieller Engpässe eingestellt.

### Dozenten
(Auswahl)
Lauren Newton (Gesang), Jim Black (Drums), Theo Bleckmann (Gesang), Mark Dresser (Kontrabass), Mark Feldman (Violine), Garry Dial (Piano), Ellery Eskelin (Saxophon), George Garzone (Saxophon), Peter Herbert (Kontrabass, künstlerische Leitung und Jazztheorie), Ingrid Jensen (Trompete), Waltraud Köttler (Gesang), Nguyên Lê (Gitarre), Phil Minton (Gesang), Wolfgang Muthspiel (Gitarre), Primus Sitter (Gitarre), Frances-Marie Uitti (Cello), Huw Warren (Piano), Billy Hart (drums), Dave Taylor (Posaune)